# Eupsophus calcaratus
La rana de hojarasca austral o rana de ceja larga (Eupsophus calcaratus) es una especie de anfibio anuro perteneciente a la familia Alsodidae. Se encuentra en el oeste de Argentina y Chile. Es de color gris, presentando líneas longitudinales negras desde el hocico a las ancas. Su hábitat natural son los bosques subantárticos, bosques templados, ríos, pantanos. Se encuentra amenazado por la pérdida de hábitat.